# Uriah Heep Live
Uriah Heep Live è il primo album dal vivo del gruppo musicale rock britannico Uriah Heep pubblicato nel giugno 1973 e registrato durante il tour britannico dello stesso anno.

## Il disco
Pubblicato come doppio album, venne rimasterizzato su CD nel 2010 per il mercato statunitense dalla Sanctuary Records.
Alcune registrazioni dal vivo tratte da questo album sono state inserite nel live Uriah Heep The Best of 1, pubblicato nel 1997.

## Tracce

### Tracce dell'LP

#### Lato A
1. Sunrise (Hensley) – 3:50
2. Sweet Lorraine (Box, Byron, Thain) – 4:27
3. Traveller in Time (Byron, Box, Kerslake) – 3:20
4. Easy Livin' (Hensley) – 2:43

#### Lato B
1. July Morning (Hensley, Byron) – 11:23
2. Tears in My Eyes (Hensley) – 4:34

#### Lato C
1. Gypsy (Box, Byron) – 13:32
2. Circle of Hands (Hensley) – 8:47

#### Lato D
1. Look at Yourself (Hensley) – 5:57
2. The Magicians Birthday (Hensley, Box, Kerslake) – 1:15
3. Love Machine (Hensley, Byron, Box) – 3:07
4. Rock 'N' Roll Medley – 8:17

### Versione rimasterizzata definitiva degli Stati Uniti del 2020 (Uriah Heep Live: The British Tour 1973)
1. Sunrise – 4:27
2. Sweet Lorraine – 4:27
3. Traveller in Time – 3:20
4. Easy Livin' – 2:43
5. July Morning – 11:23
6. Gypsy – 10:06
7. Circle of Hands – 2:43
8. If I Had the Time – 6:21
9. The Magician's Birthday – 1:46
10. Love Machine – 6:21
11. Look at Yourself – 5:58
12. Bird of Prey – 4:23

## Formazione
- David Byron – voce
- Mick Box – chitarra
- Gary Thain – basso
- Lee Kerslake – batteria
- Ken Hensley – tastiere